# Psychoda quadricornis
Psychoda quadricornis är en tvåvingeart som beskrevs av Quate 1967. Psychoda quadricornis ingår i släktet Psychoda och familjen fjärilsmyggor. Inga underarter finns listade i Catalogue of Life.